# Liste der Stolpersteine im Kölner Stadtteil Zollstock
Die Liste der Stolpersteine im Kölner Stadtteil Zollstock führt die vom Künstler Gunter Demnig verlegten Stolpersteine im Kölner Stadtteil Zollstock auf.
Die Liste der Stolpersteine beruht auf den Daten und Recherchen des NS-Dokumentationszentrums der Stadt Köln, zum Teil ergänzt um Informationen und Anmerkungen aus Wikipedia-Artikeln und externen Quellen. Ziel des Kunstprojektes ist es, biografische Details zu den Personen, die ihren (letzten) freiwillig gewählten Wohnsitz in Köln hatten, zu dokumentieren, um damit ihr Andenken zu bewahren.
Anmerkung: Vielfach ist es jedoch nicht mehr möglich, eine lückenlose Darstellung ihres Lebens und ihres Leidensweges nachzuvollziehen. Insbesondere die Umstände ihres Todes können vielfach nicht mehr recherchiert werden. Offizielle Todesfallanzeigen aus den Ghettos, Haft-, Krankenanstalten sowie den Konzentrationslagern können oft Angaben enthalten, die die wahren Umstände des Todes verschleiern, werden aber unter der Beachtung dieses Umstandes mitdokumentiert.
| Bild                                                              | Name sowie Details zur Inschrift                                                                                | Adresse                                                          | Zusätzliche Informationen |
| ----------------------------------------------------------------- | --- | ---------------------------------------------------------------- | --- |
| Stolperstein für Emma Herzberg (Vorgebirgsplatz 10)               | Hier wohnte Emma Herzberg, geb. Cleffmann (Jahrgang 1888) Deportiert 1942 Theresienstadt Auschwitz Ermordet     | Vorgebirgsplatz 10 (Standort)                                    | |
| Stolperstein für Ingeborg Franziska Herzberg (Vorgebirgsplatz 10) | Hier wohnte Ingeborg Franziska Herzberg (Jahrgang 1930) Deportiert 1942 Theresienstadt Auschwitz Ermordet       | Vorgebirgsplatz 10 (Standort)                                    | |
| Stolperstein für Leo Herzberg (Vorgebirgsplatz 10)                | Hier wohnte Leo Herzberg (Jahrgang 1890) Deportiert 1942 Theresienstadt Auschwitz Ermordet                      | Vorgebirgsplatz 10 (Standort)                                    | |
| Stolperstein für Julius Kahn (Höninger Weg 109)                   | Hier wohnte Julius Kahn (Jahrgang 1879) Deportiert 1942 Auschwitz Für tot erklärt                               | Höninger Weg 109 (Verlegestelle Höninger Weg 107–109) (Standort) | Der Stolperstein erinnert an Julius Kahn, geboren am 7. August 1879 in Köln. Julius K(C)ahn war der Sohn von Joseph Cahn und seiner Frau Emilie (geb. Rosenthal). Verheiratet war er mit Toni Albersheim. Julius Kahn konnte in die Niederlande emigrieren. Nach dem Einmarsch der deutschen Truppen wurde er im Durchgangslager Westerbork interniert und von dort aus am 14. September 1942 in das Vernichtungslager Auschwitz deportiert. Dort starb er am 17. September 1942. |
| Stolperstein für Toni Kahn (Höninger Weg 109)                     | Hier wohnte Toni Kahn, geb. Albersheim (Jahrgang 1892) Deportiert 1942 Theresienstadt Auschwitz Für tot erklärt | Höninger Weg 109 (Verlegestelle Höninger Weg 107–109) (Standort) | Der Stolperstein erinnert an Toni Kahn (geborene Albersheim), geboren am 28. November 1892 in Bocholt. Toni Kahn war die Tochter von Meyer Albersheim und seiner Frau Helene (geb. Gompertz). Verheiratet war sie mit Julius Kahn. Am 15. Januar 1943 wurde Toni Kahn zunächst nach Berlin und von dort aus, am 29. Januar 1943, mit dem 27. Osttransport nach Auschwitz deportiert. In der Transportliste wurde Toni Kahn als „unverheiratet“ und „arbeitsfähig“ mit der Adresse Utrechter Straße 6 eingetragen. Ihre Kennkarten-Nr. lautet J 06181. Dort verliert sich ihre Spur... |
| Stolperstein für Hermine Löb (Höninger Weg 184)                   | Hier wohnte Hermine Löb, geb. Brodenbach (Jahrgang 1890) Deportiert 1942 Minsk Für tot erklärt                  | Höninger Weg 184 (Standort)                                      | |
| Stolperstein für Inge Siegrid Löb (Höninger Weg 184)              | Hier wohnte Inge Siegrid Löb (Jahrgang 1927) Deportiert 1942 Minsk Für tot erklärt                              | Höninger Weg 184 (Standort)                                      | |
| Stolperstein für Willy Löb (Höninger Weg 184)                     | Hier wohnte Willy Löb (Jahrgang 1886) Deportiert 1942 Minsk Tod am 30. September 1942                           | Höninger Weg 184 (Standort)                                      | |
| Stolperstein für Friedericke Meyer (Vorgebirgsplatz 10)           | Hier wohnte Friedericke Meyer, geb. Hirsch (Jahrgang 1882) Deportiert 1941 Łódź Für tot erklärt                 | Vorgebirgsplatz 10 (Standort)                                    | Nach neueren Informationen, welche zum Zeitpunkt der Stolpersteinverlegung nicht bekannt waren, wurde Friedericke Meyer im Mai 1942 vom Ghetto Litzmannstadt (Łódź) ins Vernichtungslager Kulmhof deportiert und dort ermordet. |
| Stolperstein für Ruth Meyer (Höninger Weg 170)                    | Hier wohnte Ruth Meyer (Jahrgang 1925) Deportiert 1942 Minsk Ermordet                                           | Höninger Weg 170 (Standort)                                      | |

## Quelle
- NS-Dokumentationszentrum - Stolpersteine | Erinnerungsmale für die Opfer des Nationalsozialismus (Stadtteilliste Zollstock)